# Expression
Expression je studiové album amerického jazzového hudebníka Johna Coltrana. Nahráno bylo ve dnech 15. února a 7. března 1967 ve studiu Van Gelder Studio a jeho producentem byl Bob Thiele. Vydala jej společnost Impulse! Records koncem září roku 1967, tedy dva měsíce po hudebníkově smrti. V hitparádě Billboard 200 se umístilo na 194. příčce, v hitparádě jazzových alb na čtvrté.

## Seznam skladeb
Autorem všech skladeb je John Coltrane.
1. „Ogunde“ – 3:38
2. „To Be“ – 16:22
3. „Offering“ – 8:27
4. „Expression“ – 10:53

## Obsazení
- John Coltrane – tenorsaxofon, flétna
- Pharoah Sanders – flétna, pikola, tamburína
- Alice Coltrane – klavír
- Jimmy Garrison – kontrabas
- Rashied Ali – bicí